# 星星相印
星星相印為I WiSH的第二張單曲。

## 解説
2003年8月27日由SME Records發售。

## 收錄曲目
1. 星星相印（ふたつ星）
  - 作詞：ai／作曲：nao、ai／編曲：家原正樹、nao
    - 戀愛3部作的第2作。
    - PV在埼玉縣比企郡都幾川村（當時）的ときがわ町星と緑の創造センター中的堂平天文台進行拍攝。
2. 乘著夏日微風（サマーブリーズにのって）
  - 作詞：ai／作曲：nao／編曲：家原正樹、nao
    - 雖然不是主打歌、但有商業搭配。
    - 第一張專輯中收錄了此歌的混音版本。
3. Flower
  - 作詞：ai／作曲：nao、ai／編曲：家原正樹、nao
4. 星星相印（Original Karaoke）（ふたつ星（オリジナル・カラオケ））

## 商業搭配
1. 星星相印
讀賣電視台、日本電視台的日劇『14ヶ月〜妻が子供に還っていく〜』插入歌
2. 乘著夏日微風
樂天『Mona王（食品）』廣告歌